# Strandbad Mattsee

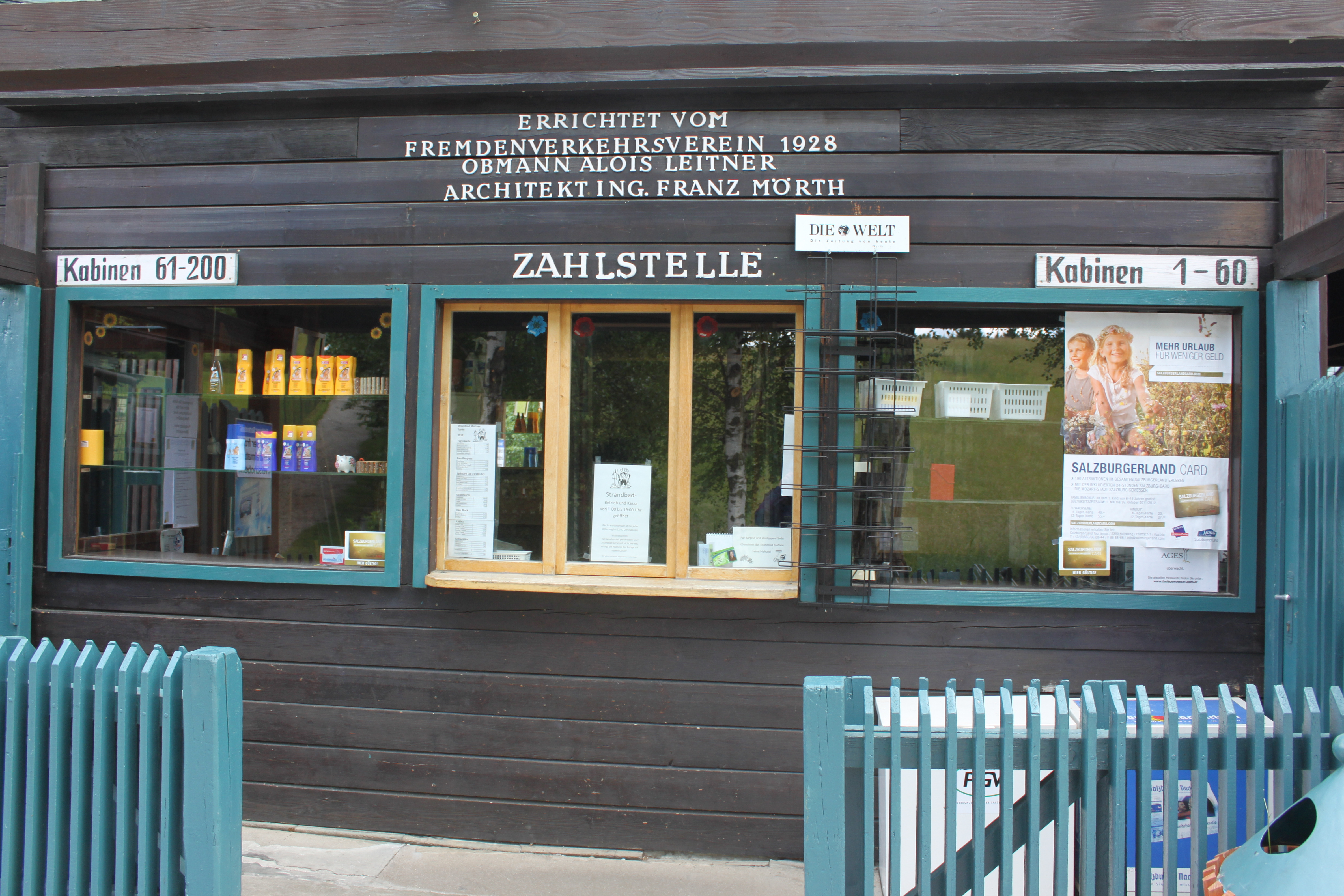
Strandbad, Eingangsbau (2012)

Das Strandbad Mattsee am Mattsee in der Gemeinde Mattsee ist denkmalgeschützt.

## Geschichte
Ein Vorgängerbau wurde 1869 von Heinrich Wallmann errichtet. Das heutige Strandbad mit einem Kabinen- und Buffetgebäude im sogenannten Salzkammergut-Stil wurde im Jahre 1928 vom Fremdenverkehrsverein unter dem Obmann Alois Leitner nach den Plänen des Wiener Architekten Franz Mörth errichtet.